# Otti Berger
Otti Berger (Zmajevac, 4 de outubro de 1898 – Campo de concentração de Auschwitz, 1944) foi uma designer de tecidos, tecelã e professora da renomada escola de design Bauhaus. 
Foi a diretora do setor de tecidos da Bauhaus depois que Gunta Stölzl deixou o departamento. Foi também responsável pelo estúdio de tecidos e texturas, mas precisou deixar a instituição com as regras impostas aos judeus pelo Nazismo e ela foi enviada para um campo de concentração.

## Biografia
Otti nasceu em 1898, no vilarejo de Zmajevac, na tríplice fronteira entre Sérvia, Croácia e Hungria, na região de Baranja, na Croácia, mas que na época pertencia ao Império Austro-Húngaro. Em alguns documentos, seu sobrenome húngaro é escrito como Vörösmart e ela é normalmente indicada com a nacionalidade húngara ao invés de croata. Otti estudou em uma escola preparatória para moças em Viena antes de ingressar na Academia de Belas-Artes, de Zagreb, antes a Academia Real de Artes e Ofícios, onde estudou entre 1922 e 1926.

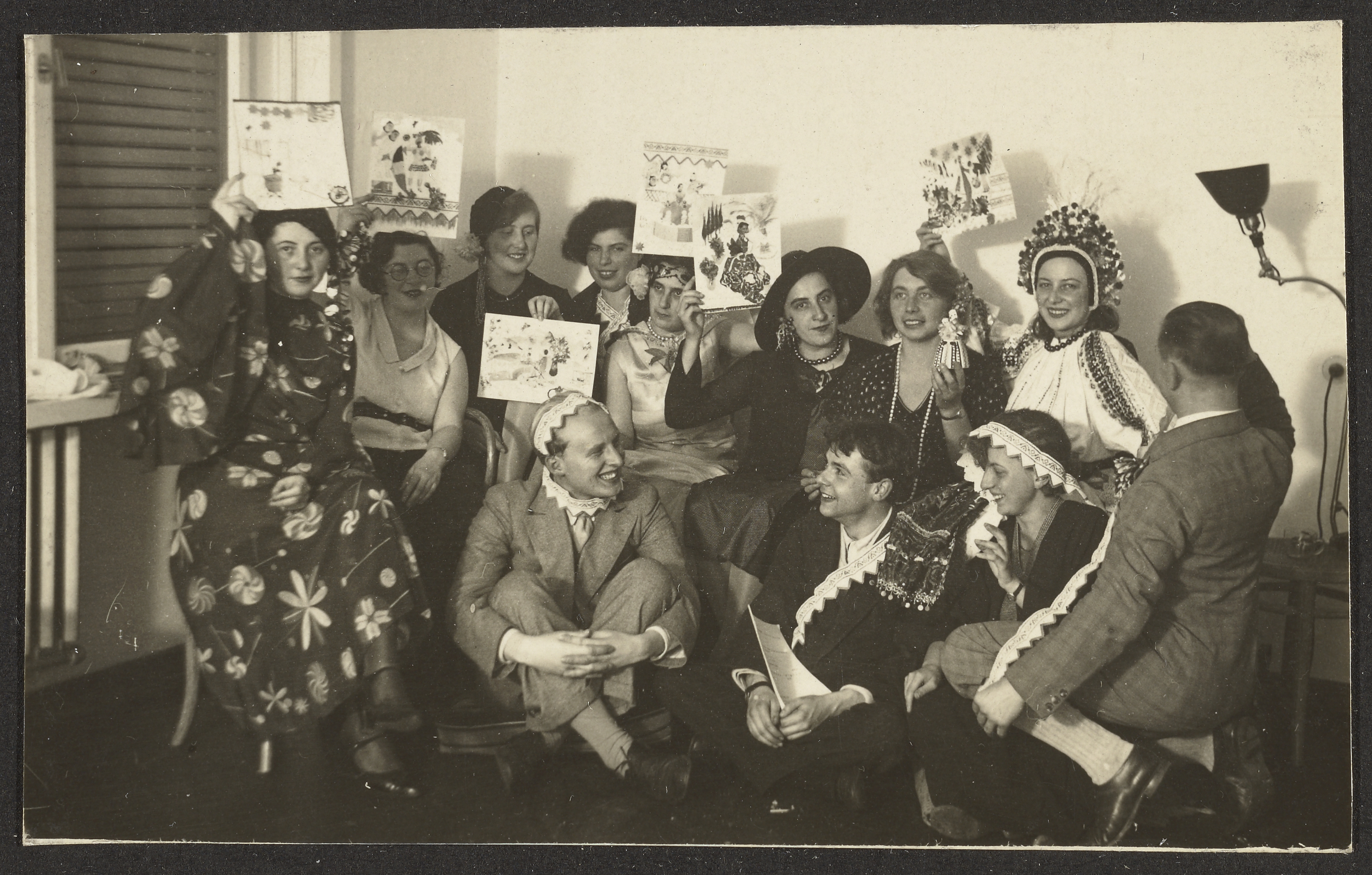
Festa no estúdio de Otti. Ela está à direita, com um adorno na cabeça.

Em 1926, se transferiu para a Bauhaus, em Dessau, na Alemanha. Na Bauhaus, estudou com vários nomes do design, como László Moholy-Nagy, Paul Klee e Wassily Kandinsky. Era tida como uma das mais talentosas estudantes da Bauhaus. Otti foi fundamental para os estudos iniciais e experimentais da Bauhaus na área dos tecidos. Experimentando de maneira ousada com metodologias e materiais diferentes em seus estudos na instituição, Otti eventualmente se valeu de tecidos sintéticos para iniciar uma produção em massa de seus tecidos.
Em 1932, entrou com um pedido de patente para seus designs de tecidos, chamado "Möbelstoff-Doppelgewebe", obtendo-a em 1934. É a única tecelã da Bauhaus a conseguir patentes por tecidos. Vendeu os direitos da produção para a Companhia Shriver. Junto de Anni Albers e Gunta Stölzl, Otti foi além dos estereótipos relacionados à produção de tecidos como algo puramente feminino, utilizando a mesma metologia e retórica da fotografia e da pintura para descrever seu trabalho. Em seu tempo na Bauhaus, escreveu artigos sobre o trabalho com tecidos e sua produção, porém nunca pode publicá-los.
Otti tornou-se substituta da designer Lilly Reich na oficina têxtil da Bauhaus. Ali começou a criar seu próprio currículo e trabalhou como mentora de vários estudantes da instituição, criando seus métodos próprios. Depois de um ano lecionando na oficina, junto de Lilly, Otti abriu seu próprio estúdio, em 1932, o "otti berger atelier für textilien". Trabalhou com várias tecelagens da Europa, desenvolvendo vários tipos de tecidos.
Otti foi bem sucedida na Bauhaus, ainda que enfrentasse várias dificuldades diárias. A primeira era a perda de audição. Ainda que algumas tecnologias existissem na época para ajudá-la a ouvir, a surdez parcial começou a prejudicar suas aulas e seu círculo social. O sucesso que teve na Bauhaus, por sua vez, foi imenso e ela deixou a instituição e abriu seu próprio estúdio em Berlim, trabalhando com várias tecelagens pela Europa.

## Perseguição

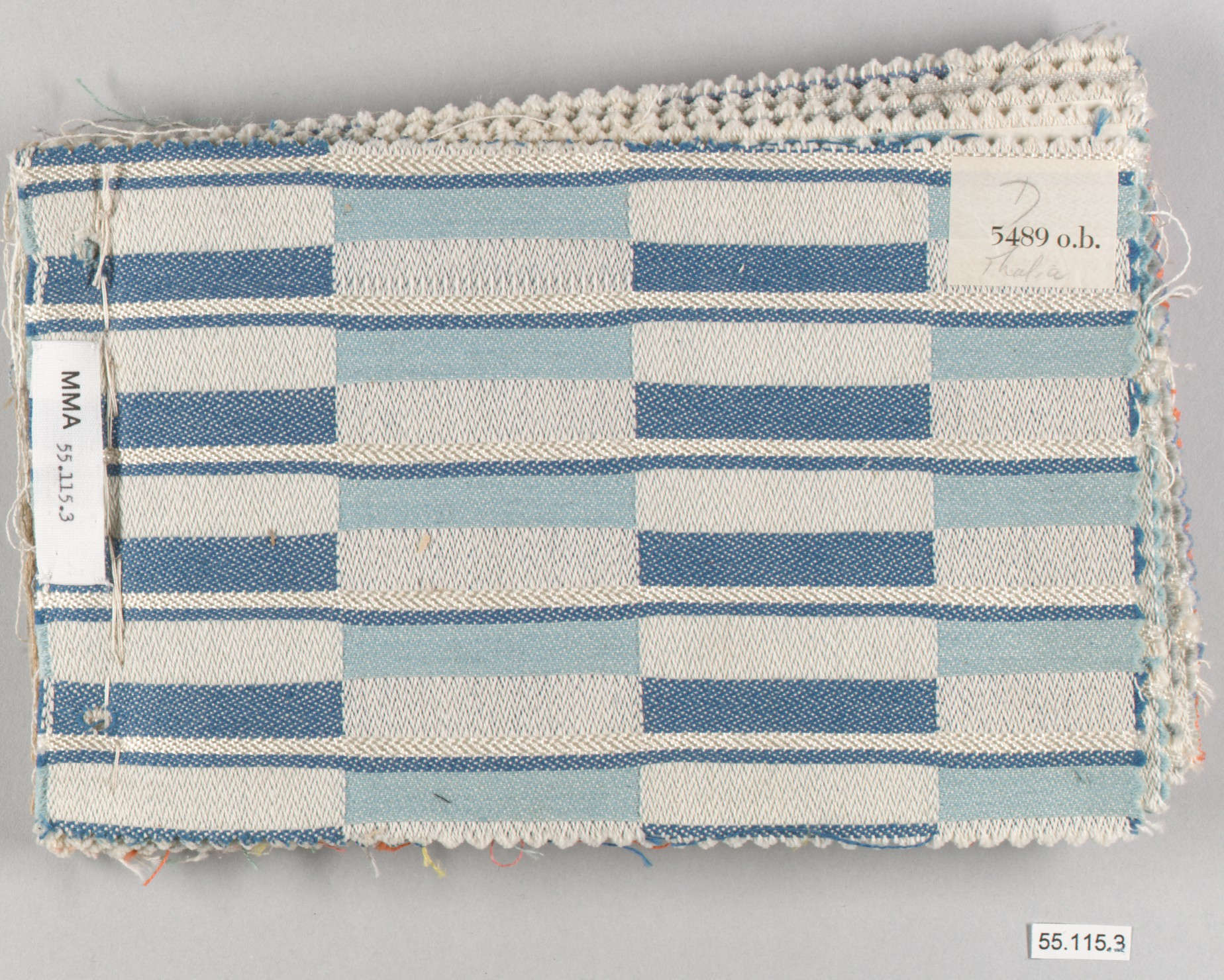
Exemplo de tecido criado por Otti Berger

Devido à suas origens judaicas e com as regras impostas pelo regime nazista, Otti começou a sofrer perseguição e pressão das autoridades e foi proibida de trabalhar na Alemanha. Seu estúdio em Berlim acabou fechado em 1936. Por volta dessa época, muitos colegas de Otti na Bauhaus tinham conseguido emigrar e assim Otti fugiu para Londres quando sua tentativa de emigrar para os Estados Unidos para trabalhar com noivo, Ludwig Hilberseimer e outros professores da Bauhaus não deu certo. Escreveu para vários de seus amigos, por vários anos, que já estavam nos Estados Unidos na tentativa de conseguir um visto para lecionar em 1937, mas nunca conseguiu um.
László Moholy-Nagy esperou por ela em Chicago por bastante tempo, querendo-a como professora de uma Nova Bauhaus que ele tinha estabelecido na cidade. Porém, os problemas de audição eram um obstáculo para Otti aprender um novo idioma. Apesar de ter nascido no que hoje é a moderna Croácia, Otti era normalmente identificada como húngara ou judia, o que a isolou do convívio social.

## Morte
Sem conseguir emprego em Londres, especialmente por não falar inglês, por ter problema de audição e não ter família ou amigos na cidade, Otti foi obrigada a retornar para sua cidade, Zmajevac, em 1938, para ajudar a família e cuidar da mãe, que estava muito doente. Continuou se correspondendo com os amigos e ex-colegas na tentativa de conseguir emigrar. Escreveu para Walter Gropius, fundador da Bauhaus, de sua casa em Zmajevac, em 1942 várias vezes.
| “ | Mostre que você não me esqueceu! | ” |

Sem conseguir um visto e incapaz de deixar a família, Otti permaneceu em casa. De lá, Otti e a família foram presas pelos nazistas e deportadas para o campo de concentração de Auschwitz, em abril de 1944, onde ela foi morta, em data incerta, na câmara de gás, aos 46 anos.